# 宇都宮大学共同教育学部附属幼稚園
宇都宮大学共同教育学部附属幼稚園（うつのみやだいがくきょうどうきょういくがくぶふぞくようちえん）は、栃木県宇都宮市にある国立幼稚園。

## 沿革
- 1893年4月 - 栃木県尋常師範学校附属小学校の附属施設として併設
- 1951年4月1日 - 宇都宮大学学芸学部附属幼稚園と改称
- 1966年4月1日 - 宇都宮大学教育学部附属幼稚園と改称
- 2004年4月1日 - 国立大学法人宇都宮大学に移管
- 2020年4月1日 - 宇都宮大学共同教育学部附属幼稚園と改称。（宇都宮大学共同教育学部附属中学校の節も参照）

## 所在地
- 栃木県宇都宮市松原1丁目7番38号